# 1901 en Inde
Chronologie de l'Inde
- 1897
- 1898
- 1899
- 1900
- 1901
- 1902
- 1903
- 1904
- 1905

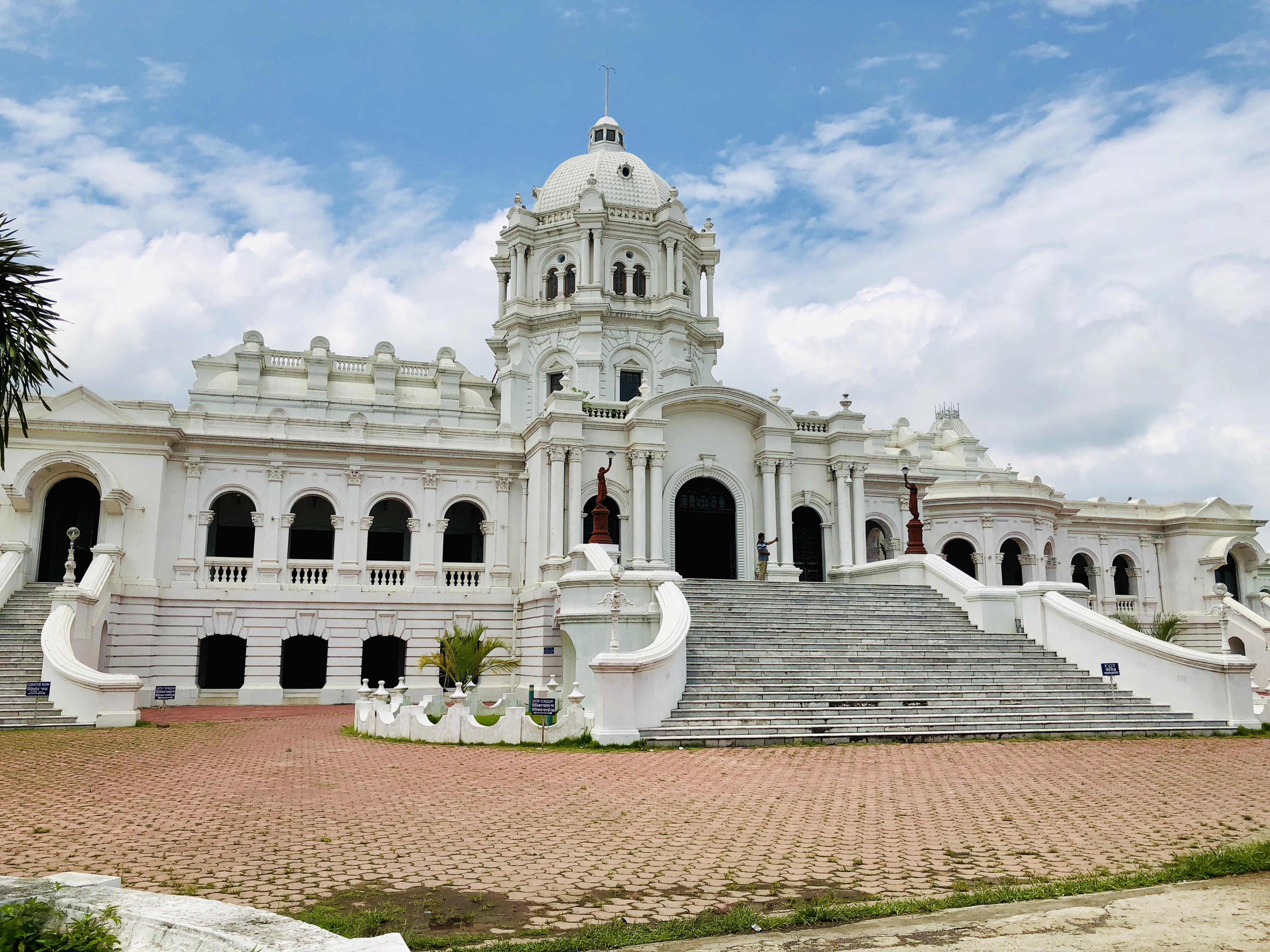
Fin de la construction du palais d'Ujjayanta à Agartala.

Cette page concerne les évènements survenus en 1901 en Inde  :

## Évènement
- Recensement de l'Inde (en)

## Littérature
- Mahadebi Bhiktoria de Madhusudan Rao (en)

## Création
- Palais d'Ujjayanta à Agartala

## Naissance
- B. K. Dhaon (en), personnalité politique.
- Lakhmi Chand (en), poète.
- Robin Handique (en), terroriste.
- Sanjoy Narayan (en), éditeur en chef de l'Hindustan Times.
- Padmapriya (en), actrice.
- Kalindi Charan Panigrahi (en), poète et romancier.
- Shweta Taneja (en), écrivaine.

## Décès
- Shah Jahan Begum (en), Bégum de Bhopal.
- Pennathur Subramania Iyer (en), avocat.
- Ajit Singh de Khetri (en), raja.
- Shrimad Rajchandra, ascète jaïn, guru de Gandhi.
- Mahadev Govind Ranade (en), juge et écrivain.